# Скалина
Скалина е село в Южна България. То се намира в община Джебел, област Кърджали.

## География
Село Скалина се намира в планински район.

## Население
Преброяване на населението през 2011 г.
Численост и дял на етническите групи според преброяването на населението през 2011 г.:
|                     | Численост | Дял (в %) |
| Общо                | 56        | 100,00    |
| Българи             | 8         | 14,28     |
| Турци               | 40        | 71,42     |
| Цигани              | 0         | 0,00      |
| Други               | 0         | 0,00      |
| Не се самоопределят | 0         | 0,00      |
| Неотговорили        | 8         | 14,28     |

## Други
Нос Скалина на остров Смит в Антарктика е наименуван на селото.